# Josep Mercadal i Ametller
Josep Mercadal i Ametller (Maó, 1914 - Novorossisk, URSS, c. 1944) era fill d’un fabricant de calçat maonès que el 1923 va deixar la ciutat i es va establir a Barcelona. Amb quinze anys, Josep va entrar a l'Escola d’Aeronàutica Naval de la ciutat en la qual esdevindria tinent. El 1937, durant la seva fundació, es va afiliar al Partit Socialista Unificat de Catalunya (PSUC) i a la Guerra Civil Espanyola va servir a l'exèrcit d'aviació de la república.
El març de 1939 s'hagué de refugiar a Orà, Algèria, on seria internat al camp de concentració de Suzonni, a prop de la vila de Boghari. Des d'allà marxaria cap a Marsella amb seixanta-un refugiats espanyols més. A l'estiu de 1939 feu camí cap a París i poc temps després es desplaçaria al port de Le Havre. Fou aleshores quan s'embarcà al S.S Maria Ulianova per exiliar-se definitivament a l'URSS. Voluntari a l'Exèrcit Roig, durant la Segona Guerra Mundial s'acomplí com a mecànic d’avions a la regió de Rostov on havia estat destinat durant l'ofensiva nazi de novembre i desembre de 1941.